# Sitticus dzieduszyckii
Sitticus dzieduszyckii är en spindelart som först beskrevs av Koch L. 1870.  Sitticus dzieduszyckii ingår i släktet Sitticus och familjen hoppspindlar. Inga underarter finns listade i Catalogue of Life.